# Овча купел (булевард в София)
„Овча купел“ е булевард по границата на кв. Овча Купел в София. Простира се между бул. „Цар Борис ІІІ“, източно от който се нарича ул. „Тодор Каблешков“, и ул. „Житница“ на запад, след която се казва бул. „Никола Мушанов“. По неговото протежение върви трамвай 11, а по части от него и автобуси Е60, Е73, 103 и 107.

## Обекти
На бул. „Овча купел“ или в неговия район се намират следните обекти (от изток на запад):
- Парк „Овча купел“
- Читалище „Н. Вапцаров“
- Автогара „Овча купел“
- ПГ по електротехника и автоматика
- Стадион „Славия“
- Спортен комплекс „Славия“
- Спортен оздравителен комплекс „Славия“
- Хокейна зала
- Река Букет
- Владайска река
- Национален център по физикално лечение и рехабилитация
- 66 Детска ясла
- Метростанция "Овча Купел"